# 和泉市立南池田中学校
和泉市立南池田中学校（いずみしりつ みなみいけだちゅうがっこう）は、大阪府和泉市にある公立中学校。

## 概要
市内を南北に流れる槇尾川が形成する池田谷の中流域に位置し、旧南池田村（万町・和田町の一部、光明台、みずき台を除く）およびトリヴェール和泉の一部を校区としている。2024年（令和6年）5月1日現在の生徒数は799名で、市内の中学校の中では和泉市立和泉中学校の次に多い。
なお、かつて地域には同名の南池田中学校が存在していたが、1961年（昭和36年）に（旧）北池田中学校および（旧）北松尾中学校と統合し、和泉市立第二中学校として3分校で発足した。1962年には校名を石尾中学校として現在地に創立。

## 沿革

### 略歴
和泉市立石尾中学校の生徒数は1983年（昭和58年）には過去最多の1,871名となりマンモス校化したことから、同年に南池田中学校が分離開校した。開校当初の生徒数は1年252名、2年231名、3年226名で、合計709名であった。さらに、1992年（平成4年）には、生徒数が1,100名を超えていたため、北池田中学校が分離開校した。これらの分離により、石尾中学校の生徒数はおおむね600名弱にまで減少した。

### 年表
- 1983年（昭和58年）1月 - 校名決定。
- 1983年（昭和58年）4月 - 和泉市立石尾中学校から分離、開校。
- 1983年（昭和58年）6月 - 体育館落成。
- 2004年（平成16年）4月 - はつが野地区が校区となる。

※出典が個別に示されていない記述は、学校公式サイト内の「沿革」ページに基づく。

## 教育方針

### 教育目標
- 「生きる力」を育む
- 「豊かな心」を育む
- 「基礎」・「基本」を身につけ、活用する力を育む

### めざす生徒像
- 自ら考え、つながり合い、支えあう子ども

### 育てたい力
- 自分の考えをもつ力、一人ひとりを大切にする力、自分を表現する力
- 学びあう力、チャレンジする力

## 通学区域
- 和泉市立南池田小学校、和泉市立青葉はつが野小学校の通学区域[5]。

## 交通
- 南海泉北線 和泉中央駅 南へ約2.5km。

## 著名な出身者
- 今掛航貴 - プロサッカー選手